# Marija Štetić
Marija Štetić (8 de noviembre de 1994) es una deportista croato-bosnia que compite en taekwondo. Ganó dos medallas en el Campeonato Europeo de Taekwondo, plata en 2021 y bronce en 2018.

## Palmarés internacional
| Representando a Croacia              |                  |                   |           |
| Campeonato Europeo                   |                  |                   |           |
| Año                                  | Lugar            | Medalla           | Categoría |
| 2018                                 | Kazán (Rusia)    | Medalla de bronce | –57 kg    |
| Representando a Bosnia y Herzegovina |                  |                   |           |
| Campeonato Europeo                   |                  |                   |           |
| Año                                  | Lugar            | Medalla           | Categoría |
| 2021                                 | Sofía (Bulgaria) | Medalla de plata  | –62 kg    |